# Eurydice mauritanica
Eurydice mauritanica is een pissebed uit de familie Cirolanidae. De wetenschappelijke naam van de soort is voor het eerst geldig gepubliceerd in 1991 door de Grave & Jones.